# 모아타아 FC
모아타아 FC는 사모아의 축구 클럽이다. 사모아 투아마사가구에 속한 모아타아(Moata'a)를 연고지로 하는 팀이다. 현재 사모아 내셔널 리그에 참가 중이며, 1999 시즌 우승으로, 1회 우승을 기록하고 있다.

## 역사
모아타아 FC는 1999년에 1부 리그로 승격하였다. 1999 시즌에는 남부지역 리그에서 우승을 차지하였고, 상위 8개 팀이 진출한 챔피언십에서 6전 전승으로 우승을 차지하였다. 그리고 같은 해 사모아 컵 대회에서는 결승전에 모우알라에게 패배하여 준우승을 기록했다. 2000 시즌에는 승점 12점으로 5위를 기록하였다. 2001 시즌에는 결과가 알려지지 않았지만, 10개 팀 중 상위 4팀, 하위 4팀의 결과가 있기에 5위 혹은 6위를 기록했을 것으로 추정된다. 또한 챔피언십에서는 결승전에 스트릭랜드 브라더스 레페아에게 3-3, 승부차기에서 5-4로 패배하여 준우승을 차지하였다. 2002 시즌에는 승점 12점으로 4위를 기록하였다. 2003 시즌에는 승점 14점으로 4위, 컵 대회에서는 승점 9점으로 7위, 프리미어 컵 대회에서는 결승전에 스트릭랜드 브라더스 레페아에 2-5로 패배하여 준우승을 기록하였다.
2004 시즌에는 프리시즌 컵 대회에서 9위, 리그에서도 9위를 기록하여 승강 플레이오프로 진출하였으며, 전체 8개 팀 중 3위로 잔류하였다. 2005 시즌에는 최하위인 10위를 기록하였고 강등된 것으로 추정된다. 2007년~2008년에는 2부 리그에서 활동한 기록이 남아있고 2009-10 시즌에는 모아타아 사커 클럽 (Motaa'a Soccer Club)이란 이름으로 1부 리그로 승격, 9위를 기록하였다.2010-11 시즌에 4위를 기록하였고, 2군 팀인 모아타아 B 팀이 2부 리그에서 8위를 기록하였다. 그 후로 오랫동안 기록이 없다가, 2018 시즌 9위를 기록하였다. 2019 시즌에는 최하위인 12위를 기록했으나, 리그가 중단되어 강등되지 않았다. 2020 시즌에는 10위를 기록했고, 2021 시즌 현재 최하위에 머물러 있다.

## 역대 우승
- 사모아 내셔널 리그: 1

1999

## 시즌별 기록
- 1999 시즌 : 우승
- 2000 시즌 : 5위
- 2001 시즌 : 5위 혹은 6위 (확실하지 않음), 컵 대회 준우승
- 2002 시즌 : 4위
- 2003 시즌 : 4위, 컵 대회 7위, 프리미어 컵 대회 준우승
- 2004 시즌 : 9위 (승강 PO에서 잔류)
- 2005 시즌 : 10위 (강등 추정)
- 2006 ~ 2008 : 2부 리그
- 2009-10 시즌 : 9위
- 2010-11 시즌 : 4위
- 2018 시즌 : 9위
- 2019 시즌 : 12위 (최하위)
- 2020 시즌 : 10위
- 2021 시즌 : 12위 (최하위)